# Maga Melissa
La Maga Melissa è un personaggio immaginario che compare nell'Orlando furioso, opera di Ludovico Ariosto.

## Il personaggio
Melissa è una maga benevola, che aiuta i due eroi ed amanti Bradamante e Ruggero a ricongiungersi dopo molte peripezie. Sarà lei a illustrare a Bradamante le sorti della Casa d'Este, che sempre secondo il poema nascerà dalla sua unione con Ruggero.

## Nella cultura di massa
- Nello sceneggiato televisivo Orlando furioso del 1975 diretto da Luca Ronconi, Melissa è interpretata da Rosabianca Scerrino.